# Южный (Кировская область)
Южный — починок в Малмыжском районе Кировской области. Входит в состав Новосмаильского сельского поселения. 

## География
Находится в правобережной части района на расстоянии примерно 8 километров по прямой на юго-запад от районного центра города Малмыж.

## История
Известен с 2010 как починок без постоянного населения.

## Население
Постоянное население в 2010 году не было учтено.